# Andy Lau
Andy Lau Tak-wah JP (Hong Kong, 27 de Setembro de 1961) é um cantor de cantopop, ator, produtor cinematográfico e astro pop da China e Hong Kong. 

## Filmografia
| Ano  | Título Inglês                                      | Título chinês              | Função                              |
| ---- | -------------------------------------------------- | -------------------------- | ----------------------------------- |
| 1982 | Once Upon a Rainbow                                | 彩雲曲                     | Camafeu                             |
| 1982 | Boat People                                        | 投奔怒海                   | Ator                                |
| 1983 | On the Wrong Track                                 | 毀滅號地車                 | Ator                                |
| 1983 | The Home at Hong Kong                              | 家在香港                   | Ator                                |
| 1984 | Everlasting Love                                   | 停不了的愛                 | Ator                                |
| 1984 | Shanghai 13                                        | 上海灘十三太保             | Camafeu                             |
| 1985 | The Unwritten Law                                  | 法外情                     | Ator                                |
| 1985 | Twinkle, Twinkle Lucky Stars                       | 夏日福星                   | Camafeu                             |
| 1986 | The Magic Crystal                                  | 魔翡翠                     | Ator                                |
| 1986 | Lucky Stars Go Places                              | 最佳福星                   | Ator                                |
| 1987 | Rich and Famous                                    | 江湖情                     | Ator                                |
| 1987 | Sworn Brothers                                     | 肝膽相照                   | Ator                                |
| 1987 | Tragic Hero                                        | 英雄好漢                   | Ator                                |
| 1988 | As Tears Go By                                     | 旺角卡門                   | Ator                                |
| 1988 | The Crazy Companies                                | 最佳損友                   | Ator                                |
| 1988 | The Crazy Companies II                             | 最佳損友闖情關             | Ator                                |
| 1988 | The Dragon Family                                  | 龍之家族                   | Ator                                |
| 1988 | In the Blood                                       | 神探父子兵                 | Ator                                |
| 1988 | Lai Shi, China's Last Eunuch                       | 中國最後一個太監           | Camafeu                             |
| 1988 | The Romancing Star II                              | 精裝追女仔II               | Ator                                |
| 1988 | Three Against the World                            | 群龍奪寶                   | Ator                                |
| 1988 | The Truth                                          | 法內情                     | Ator                                |
| 1988 | Walk on Fire                                       | 獵鷹計劃                   | Ator                                |
| 1989 | Bloody Brotherhood                                 | 同根生                     | Ator                                |
| 1989 | Casino Raiders                                     | 至尊無上                   | Ator                                |
| 1989 | China White                                        | 轟天龍虎會                 | Ator                                |
| 1989 | City Kids 1989                                     | 人海孤鴻                   | Ator                                |
| 1989 | Crocodile Hunter                                   | 專釣大鱷                   | Ator                                |
| 1989 | The First Time Is the Last Time                    | 第一繭                     | Ator                                |
| 1989 | God of Gamblers                                    | 賭神                       | Ator                                |
| 1989 | Little Cop                                         | 小小小警察                 | Camafeu                             |
| 1989 | Long Arm of the Law Part 3                         | 省港旗兵3                  | Ator                                |
| 1989 | News Attack                                        | 神行太保                   | Ator                                |
| 1989 | Perfect Match                                      | 最佳男朋友                 | Ator                                |
| 1989 | Proud and Confident                                | 傲气雄鹰                   | Ator                                |
| 1989 | The Romancing Star III                             | 精裝追女仔之3狼之一族      | Ator                                |
| 1989 | Runaway Blues                                      | 飆城                       | Ator                                |
| 1989 | Stars and Roses                                    | 愛人同志                   | Ator                                |
| 1989 | The Truth - Final Episode                          | 法內情大結局               | Ator                                |
| 1990 | Days of Being Wild                                 | 阿飛正傳                   | Ator                                |
| 1990 | Dragon in Jail                                     | 獄中龍                     | Ator                                |
| 1990 | The Fortune Code                                   | 富貴兵團                   | Ator                                |
| 1990 | Gangland Odyssey                                   | 義膽雄心                   | Ator                                |
| 1990 | God of Gamblers II                                 | 賭俠                       | Ator                                |
| 1990 | A Home Too Far                                     | 異域                       | Ator                                |
| 1990 | Island of Fire                                     | 火烧岛                     | Ator                                |
| 1990 | Kawashima Yoshiko                                  | 川島芳子                   | Ator                                |
| 1990 | Kung Fu VS Acrobatic                               | 摩登如來神掌               | Ator                                |
| 1990 | A Moment of Romance                                | 天若有情                   | Ator                                |
| 1990 | No Risk, No Gain (Casino Raiders - The Sequel)     | 至尊計狀元才               | Ator                                |
| 1990 | Return Engagement                                  | 再戰江湖                   | Ator                                |
| 1991 | The Banquet                                        | 豪門夜宴                   | Camafeu                             |
| 1991 | Casino Raiders II                                  | 至尊無上II之永霸天下       | Ator                                |
| 1991 | Dances with Dragon                                 | 與龍共舞                   | Ator                                |
| 1991 | Don't Fool Me                                      | 中環英雄                   | Ator                                |
| 1991 | Hong Kong Godfather                                | 衝擊天子門生               | Ator                                |
| 1991 | The Last Blood                                     | 驚天十二小時               | Ator                                |
| 1991 | Lee Rock                                           | 五億探長雷洛傳             | Ator                                |
| 1991 | Lee Rock II                                        | 五億探長雷洛傳II之父子情仇 | Ator                                |
| 1991 | Saviour of the Soul                                | 九一神雕侠侣               | Ator Produtor executivo             |
| 1991 | The Tigers                                         | 五虎將之決裂               | Ator                                |
| 1991 | Tricky Brains                                      | 整蠱專家                   | Ator                                |
| 1991 | Zodiac Killers                                     | 極道追踪                   | Ator                                |
| 1992 | Casino Tycoon                                      | 賭城大亨之新哥傳奇         | Ator                                |
| 1992 | Casino Tycoon 2                                    | 賭城大亨II之至尊無敵       | Ator                                |
| 1992 | Gameboy Kids                                       | 機Boy小子之真假威龍        | Ator Produtor executivo             |
| 1992 | Gun n' Rose                                        | 龍騰四海                   | Ator                                |
| 1992 | Handsome Siblings                                  | 絕代雙驕                   | Ator                                |
| 1992 | Moon Warriors                                      | 戰神傳說                   | Ator Produtor executivo             |
| 1992 | The Prince of Temple Street                        | 廟街十二少                 | Ator                                |
| 1992 | Saviour of the Soul II                             | 九二神鵰之痴心情長劍       | Ator Produtor executivo             |
| 1992 | The Sting                                          | 俠聖                       | Ator                                |
| 1992 | What a Hero!                                       | 嘩！英雄                   | Ator                                |
| 1993 | Days of Tomorrow                                   | 天長地久                   | Ator Produtor Produtor executivo    |
| 1993 | Future Cops                                        | 超級學校霸王               | Ator                                |
| 1993 | Come Fly the Dragon                                | 反斗马骝                   | Ator                                |
| 1993 | Perfect Exchange                                   | 至尊三十六計之偷天換日     | Ator                                |
| 1994 | Drunken Master II                                  | 醉拳II                     | Camafeu                             |
| 1994 | Drunken Master III                                 | 醉拳III                    | Ator                                |
| 1994 | A Taste of Killing and Romance                     | 殺手的童話                 | Ator                                |
| 1994 | The Three Swordsmen                                | 刀劍笑                     | Ator                                |
| 1994 | Tian Di                                            | 天與地                     | Ator Produtor Produtor executivo    |
| 1995 | The Adventurers                                    | 大冒險家                   | Ator                                |
| 1995 | Full Throttle                                      | 烈火戰車                   | Ator                                |
| 1995 | Pocahontas                                         | 風中奇緣                   | Voice Only                          |
| 1996 | What a Wonderful World                             | 奇異旅程之真心愛生命       | Ator                                |
| 1996 | A Moment of Romance III                            | 天若有情之烽火佳人         | Ator                                |
| 1996 | Shanghai Grand                                     | 新上海灘                   | Ator                                |
| 1996 | Thanks for Your Love                               | 1/2次同床                  | Ator Produtor Produtor executivo    |
| 1997 | Armageddon                                         | 天地雄心                   | Ator                                |
| 1997 | Cause We Are So Young                              | 求戀期                     | Camafeu                             |
| 1997 | Made in Hong Kong                                  | 香港製造                   | Produtor Produtor executivo         |
| 1997 | Island of Greed                                    | 黑金                       | Ator                                |
| 1998 | A True Mob Story                                   | 龍在江湖                   | Ator                                |
| 1998 | The Conman                                         | 賭俠1999                   | Ator                                |
| 1998 | The Longest Summer                                 | 去年煙花特別多             | Produtor only                       |
| 1999 | Fascination Amour                                  | 愛情夢幻號                 | Ator                                |
| 1999 | Prince Charming                                    | 黑馬王子                   | Ator                                |
| 1999 | The Conmen in Vegas                                | 賭俠大戰拉斯維加斯         | Ator                                |
| 1999 | Century of the Dragon                              | 龍在邊緣                   | Ator                                |
| 1999 | Running Out of Time                                | 暗戰                       | Ator                                |
| 2000 | The Duel                                           | 決戰紫禁之巔               | Ator                                |
| 2000 | Needing You...                                     | 孤男寡女                   | Ator                                |
| 2000 | A Fighter's Blues                                  | 阿虎                       | Ator Produtor                       |
| 2001 | Love on a Diet                                     | 瘦身男女                   | Ator                                |
| 2001 | Fulltime Killer                                    | 全職殺手                   | Ator Produtor                       |
| 2001 | Dance of a Dream                                   | 愛君如夢                   | Ator Produtor                       |
| 2002 | Fat Choi Spirit                                    | 嚦咕嚦咕新年財             | Ator                                |
| 2002 | The Wesley's Mysterious File                       | 衛斯理藍血人               | Ator                                |
| 2002 | Infernal Affairs                                   | 無間道                     | Ator                                |
| 2002 | Golden Chicken                                     | 金雞                       | Camafeu                             |
| 2002 | Black Mask 2: City of Masks                        | 黑俠II                     | Voice only                          |
| 2003 | Love Under the Sun                                 | 愛在陽光下                 | Ator Director                       |
| 2003 | Cat and Mouse                                      | 老鼠愛上貓                 | Ator                                |
| 2003 | Give Them a Chance                                 | 給他們一個機會             | Camafeu                             |
| 2003 | Running on Karma                                   | 大隻佬                     | Ator                                |
| 2003 | Infernal Affairs III                               | 無間道III：終極無間        | Ator                                |
| 2003 | Golden Chicken 2                                   | 金雞2                      | Camafeu                             |
| 2004 | Magic Kitchen                                      | 魔幻廚房                   | Ator                                |
| 2004 | Jiang Hu                                           | 江湖                       | Ator Produtor Produtor executivo    |
| 2004 | McDull, Prince de la Bun                           | 麥兜菠蘿油王子             | Voice only                          |
| 2004 | House of Flying Daggers                            | 十面埋伏                   | Ator                                |
| 2004 | Yesterday Once More                                | 龍鳳鬥                     | Ator                                |
| 2004 | A World Without Thieves                            | 天下無賊                   | Ator                                |
| 2005 | Wait 'Til You're Older                             | 童夢奇緣                   | Ator                                |
| 2005 | The Shoe Fairy                                     | 人魚朵朵                   | Narrator Produtor                   |
| 2005 | All About Love                                     | 再說一次我愛你             | Ator Produtor executivo             |
| 2006 | I'll Call You                                      | 得閒飲茶                   | Camafeu Produtor                    |
| 2006 | My Mother is a Belly Dancer                        | 師奶唔易做                 | Camafeu Produtor Produtor executivo |
| 2006 | A Battle of Wits                                   | 墨攻                       | Ator                                |
| 2006 | Rain Dogs                                          | 太陽雨                     | Produtor executivo only             |
| 2006 | Crazy Stone                                        | 瘋狂的石頭                 | Produtor executivo only             |
| 2007 | Protégé                                            | 門徒                       | Ator                                |
| 2007 | Brothers                                           | 兄弟                       | Ator Produtor Produtor executivo    |
| 2007 | The Warlords                                       | 投名狀                     | Ator                                |
| 2008 | Three Kingdoms: Resurrection of the Dragon         | 三國之見龍卸甲             | Ator                                |
| 2009 | Look for a Star                                    | 游龍戲鳳                   | Ator                                |
| 2009 | The Founding of a Republic                         | 建國大業                   | Camafeu                             |
| 2010 | Future X-Cops                                      | 未來警察                   | Ator                                |
| 2010 | Detective Dee and the Mystery of the Phantom Flame | 狄仁傑之通天帝國           | Ator                                |
| 2010 | Gallants                                           | 打擂台                     | Produtor executivo only             |
| 2011 | Shaolin                                            | 新少林寺                   | Ator                                |
| 2011 | What Women Want                                    | 我知女人心                 | Ator Produtor executivo             |
| 2011 | The Founding of a Party                            | 建黨偉業                   | Camafeu                             |
| 2011 | A Simple Life                                      | 桃姐                       | Ator Produtor executivo             |
| 2012 | Cold War                                           | 寒戰                       | Camafeu                             |
| 2013 | Switch                                             | 天機：富春山居圖           | Ator                                |
| 2013 | Blind Detective                                    | 盲探                       | Ator                                |
| 2013 | Singing When We're Young                           | 初戀未滿                   | Produtor only                       |
| 2013 | Firestorm                                          | 風暴                       | Ator Produtor Produtor executivo    |
| 2014 | Golden Chicken 3                                   | 金雞SSS                    | Camafeu                             |
| 2015 | From Vegas to Macau II                             | 賭城風雲II                 | Camafeu                             |
| 2015 | Lost and Love                                      | 失孤                       | Ator                                |
| 2015 | Saving Mr. Wu                                      | 解救吾先生                 | Ator                                |
| 2015 | Our Times                                          | 我的少女時代               | Camafeu                             |
| 2016 | The Bodyguard                                      | 特工爷爷                   | Camafeu Produtor                    |
| 2016 | From Vegas to Macau III                            | 賭城風雲III                | Ator                                |
| 2016 | Mission Milano                                     | 王牌逗王牌                 | Ator Produtor                       |
| 2017 | The Great Wall                                     | 長城                       | Ator                                |
| 2017 | Shock Wave                                         | 拆彈專家                   | Ator Produtor                       |
| 2017 | The Adventurers                                    | 俠盜聯盟                   | Ator Produtor                       |
| 2017 | Find Your Voice                                    | 熱血合唱團                 | Ator Produtor                       |
| 2017 | Chasing the Dragon                                 | 追龍                       | Ator Produtor                       |